# Tratado de Varsóvia (1920)

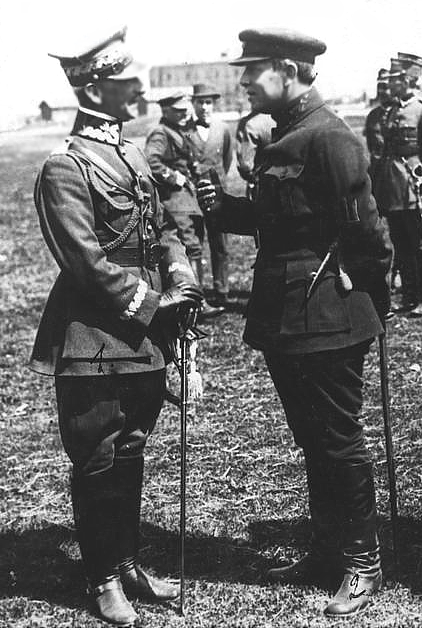
O general polonês Antoni Listowski (esquerda) e o líder exilado ucraniano Symon Petliura (segundo da esquerda) após a aliança de Petlura com os poloneses.

O Tratado de Varsóvia (também chamado de aliança polaco-ucraniana ou Acordo Petlura-Pilsudski) de abril de 1920 foi uma aliança militar-econômica entre a Segunda República Polaca, representada por Józef Pilsudski, e a República Popular da Ucrânia, representada por Symon Petlura, contra a Rússia bolchevique. O tratado foi assinado em 22 de abril de 1920, com um adendo militar em 24 de abril.
A aliança foi assinada durante a Guerra Polaco-Soviética, pouco antes da ofensiva polonesa de Kiev. Pilsudski procurava aliados contra os bolcheviques e esperava criar uma aliança Międzymorze; Petlura viu a aliança como a última possibilidade de criar uma Ucrânia independente.
O tratado não teve impacto permanente. A guerra polaco-soviética continuou e os territórios em questão foram distribuídos entre a Rússia e a Polônia, em conformidade com a Paz de Riga de 1921. Os territórios ucranianos foram divididos entre a República Socialista Soviética da Ucrânia, no leste, e a Polônia, no oeste (Galícia e parte de Volínia).